# Fall, I Will Follow
Fall, I Will Follow è il quinto album in studio registrato dalla band tedesca gothic metal Lacrimas Profundere e uscito nel 2002.

## Tracce
1. For Bad Times – 3:54
2. Adorertwo – 3:34
3. Last – 3:45
4. I Did It for You – 4:16
5. Sear Me Pale Sun – 7:53
6. The Nothingship – 4:09
7. Liquid – 3:02
8. Under Your... – 3:35
9. ...And Her Enigma – 4:28
10. Fornever – 7:24

## Formazione
- Christopher Schmid - voce
- Oliver Nikolas Schmid - chitarra
- Christian Freitsmiedl - chitarra
- Rico Galvagno - basso
- Christian Steiner - tastiere
- Wilhelm Wurm - batteria